# Siete variaciones sobre «Willem van Nassau»
Las Siete variaciones sobre «Willem van Nassau» en re mayor, K. 25, son una composición para teclado de Wolfgang Amadeus Mozart, escrita en La Haya o en Ámsterdam antes del 7 de marzo de 1766, cuando solo tenía diez años de edad. La pieza consta de siete variaciones sobre la canción holandesa Willem van Nassau.

## Música
Esta obra fue compuesta para teclado solo y consta de ocho secciones: la primera es el tema, en tempo Allegro; las otras secciones son las variaciones del mismo, numeradas del I al VII, de las cuales únicamente la quinta y la sexta presentan indicaciones de tempo: Adagio y Primo tempo (Allegro), respectivamente.

## Historia
A la vuelta del gran viaje de la familia Mozart por Europa (1764-1766), Leopold Mozart recibió una propuesta «muy atractiva» que no pudo rechazar para permanecer en Holanda desde septiembre de 1765 hasta abril de 1766. Durante su estancia en ese país, Wolfgang y su hermana interpretaron numerosos conciertos en diferentes ciudades. La familia Mozart llegó a La Haya el 16 de septiembre de 1765, permaneciendo allí hasta alrededor del 27 de enero de 1766, para trasladarse a continuación a Ámsterdam, donde estuvieron hasta principios de marzo, cuando regresaron a La Haya para presenciar las ceremonias de instalación del príncipe Guillermo V de Orange-Nassau en esa ciudad. El 16 de mayo de 1766, Leopold Mozart escribió desde París a Lorenz Hagenauer, que se hallaba en Salzburgo:

En el mismo paquete hay dos series de variaciones [KV 24 y 25], una de las cuales tiene que componer el pequeño Wolfgang sobre un aria, escrita con ocasión de la [...] instalación del príncipe [en la Haya], la otra serie [de variaciones] salieron apresuradamente sobre otra melodía que todo el mundo canta en Holanda, tocándola y silbándola. ¡Son nimiedades! Pero si quieres añadir una copia de esto, puedes hacerlo, puesto que son inusuales.

Ambas series de variaciones fueron anunciadas en el S'Gravenhaegse Vrijdagse Courant, el 7 de marzo de 1766, presentándose la KV 25 como «la célebre cancioncilla Wilhelmus van Nassau etc., variada para teclado por el antedicho Mozart».
El tema del KV 25 también fue utilizado por Mozart en la última parte de su Galimathias musicum (KV 32); también existen semejanzas entre este tema y el que Nissen mencionó que el joven Wolfgang había cantando a su padre con la letra «oragna figata fa marina gamina fa» cada noche hasta que cumplió los diez años.

## Fecha de composición
Se desconoce la fecha exacta en que Mozart compuso estas series de variaciones. Como la obra fue anunciada el 7 de marzo de 1766, tuvieron que haber sido compuestas antes de ese día. Los investigadores franceses Wyzewa y Saint Foix dataron la KV 25 en Ámsterdam, en febrero de 1766; esta datación se basaba en la inscripción que Leopold incluyó sobre el KV 25 en la lista de composiciones de su hijo del año 1768. Alfred Einstein siguió esta datación en su tercera edición del Catálogo Köchel. Sin embargo, actualmente se sabe que las fechas que Leopold muestra en esa lista eran las de publicación de las obras, no las fechas en que fueron compuestas. Es seguro, no obstante, que las variaciones fueron interpretadas en el que concierto que Wolfgang y su hermana ofrecieron a la corte el 11 de marzo de 1766. 